# Hejnsvig Sogn
Hejnsvig Sogn er et sogn i Grene Provsti (Ribe Stift).
I 1800-tallet var Hejnsvig Sogn anneks til Vorbasse Sogn. Begge sogne hørte til Slavs Herred i Ribe Amt. De udgjorde Vorbasse-Hejnsvig sognekommune, men den blev senere delt, så hvert sogn var en selvstændig sognekommune. Ved kommunalreformen i 1970 blev Vorbasse indlemmet i Billund Kommune, og Hejnsvig blev indlemmet i Grindsted Kommune, der ved strukturreformen i 2007 også indgik i Billund Kommune.
Vesterhede Kirke blev opført i 1910, og Vesterhede blev et kirkedistrikt i Hejnsvig Sogn. I 2010 blev Vesterhede Kirkedistrikt udskilt som det selvstændige Vesterhede Sogn.
1. december 2024 blev Vesterhede Sogn atter en del af Hejnsvig Sogn.
I Hejnsvig Sogn ligger Hejnsvig Kirke og Vesterhede Kirke
I Hejnsvig og Vesterhede sogne findes følgende autoriserede stednavne:
- Askær (bebyggelse, ejerlav)
- Askær Mark (bebyggelse)
- Baldersbæk Plantage (areal)
- Bjørnkær (bebyggelse)
- Bolding (bebyggelse, ejerlav)
- Davgård (bebyggelse)
- Davgård Mark (bebyggelse)
- Donslund (bebyggelse, ejerlav)
- Donslund Mark (bebyggelse)
- Donslund Sande (areal)
- Egebjerg (bebyggelse)
- Fiskerhuse (bebyggelse)
- Fugdal (bebyggelse, ejerlav)
- Fugdal Mose (areal)
- Gilbjerg (bebyggelse, ejerlav)
- Gyttegårds Plantage (areal)
- Hejnsvig (bebyggelse, ejerlav)
- Klink (bebyggelse, ejerlav)
- Klink Sande (bebyggelse)
- Langmose (bebyggelse)
- Lundgård Plantage (areal)
- Markskelhøj (areal)
- Nordborg (bebyggelse)
- Nørrebæk (vandareal)
- Revshøj (bebyggelse)
- Risbøl (bebyggelse)
- Rugbjerg (areal)
- Starup Høje (areal)
- Søgård (bebyggelse)
- Søllingdal (bebyggelse)
- Sønderborg (bebyggelse)
- Trøllund (bebyggelse)
- Utoft (bebyggelse, ejerlav)
- Vandmose (areal)
- Vesterhede (bebyggelse)
- Vingborg (bebyggelse)

## 1768
Pastor Christopher Sølling beskrev i 1768 Hejnsvig Sogn således: "Det kaldes "Hedensvig", fordi der går ligesom en vigen vig af heden, ind imellem den kirken står på, og nogle høje banker i Vorbasse Sogn. Det pågrændses til sydøst og sønder af Vorbasse og Linknud sogne, til øster og nordøst af Randbølle og Grene Sogne, til nord af Grindsted og til vester af Andsagger sogn. Dets længde fra øster til vester er een stor mil. dets brede fra sønder til nør er en liden mil."